# Celso Cicognani
Celso Cicognani (Ravenna, 11 agosto 1901 – Ravenna, 12 dicembre 1973) è stato un politico italiano.

## Biografia
Nacque a Ravenna l'11 agosto 1901 e conseguì la laurea in agraria all'Università di Bologna il 25 aprile 1926, con una tesi dal titolo La scuola elementare per l'agricoltura nazionale.
Antifascista, militò nel Partito Repubblicano Italiano e venne eletto consigliere comunale a Ravenna alle prime elezioni democratiche del 1946, ricoprendo anche la carica di vice-sindaco nella giunta presieduta da Gino Gatta. Il 20 giugno 1951 fu eletto sindaco di Ravenna, rimanendo in carica per due mandati fino al 31 marzo 1961.
Fu tra i fondatori dell'Associazione provinciale industriali, che diresse fino al 1971.
Morì a Ravenna il 12 dicembre 1973 e gli è stata dedicata una via della città.